# 狛林利男
狛林 利男（こまばやし としお　1934年-2005年8月12日）は京都市出身の朝日放送元社員、上方演芸研究家。
朝日放送で、漫才・落語などの上方演芸の番組の企画、『世界一周双六ゲーム』などのクイズ番組のプロデュースを担当。1972年、「上方落語をきく会」や、「1080分落語会」など、上方落語の普及・啓蒙に尽力・寄与したことをたたえて、日本民間放送連盟が主催する放送関係者のコンクール「足立賞」第11回受賞者に選ばれた。
1996年、大阪府立上方演芸資料館（ワッハ上方）初代館長に就任。
2005年8月12日、病死。享年71